# Supernova (bande dessinée)
Pour les articles homonymes, voir Supernova (homonymie).
Supernova est le vingt-cinquième album de la série de bande dessinée Les Simpson, sorti le 27 août 2014, par les éditions Jungle. Il contient trois histoires : Divan Divin, Bart Simpson dans Descente dans la décharge et Papa en colère dans Tout va de travers par Bart Simpson.

## Édition collector
À l'occasion des 25 ans des Simpson, une seconde édition est sortie en septembre 2014. L'album est identique, mais la couverture est en relief 3D.